# یکی با شایعه
«یکی با شایعه» (به انگلیسی: The One with the Rumor) نهمین قسمت از فصل هشتم سریال تلویزیونی کمدی موقعیت آمریکایی فرندز است که در ۲۲ نوامبر ۲۰۰۱ از NBC پخش شد. وقایع این قسمت مربوط به مراسم سالانه روز شکرگزاری است. همسر سابق جنیفر آنیستون، برد پیت، بازیگر مهمان این قسمت، نقش ویل کولبرت را ایفا می‌کند. فاش می‌کند که تنها به دلیل نفرتش از ریچل گرین، او و راس (دیوید شویمر) در دبیرستان عضو باشگاه «من از ریچل متنفرم» بودند و شایعه ای را منتشر کردند که ریچل یک هرمافرودیت است.
کارگردانی این قسمت توسط گری هالورسون و نویسندگی شانا گلدبرگ-میهان بود. این قسمت نامزد چندین جایزه امی ساعات پربیننده شد، اما توسط یک گروه ملی آموزش بیناجنسی «توهین آمیز» تلقی شد و مورد انتقاد قرار گرفت.

## داستان
مونیکا یک دوست قدیمی مدرسه خود و راس به‌نام ویل کولبرت (برد پیت) را برای روز شکرگزاری دعوت می‌کند. با این حال، ویل وقتی متوجه می‌شود که ریچل، که ویل در دبیرستان به دلیل قلدری کردن ریچل از او متنفر بود، برای شام به آنها خواهد پیوست، واکنش بسیار بدی نشان می‌دهد. ریچل بلافاصله جذب ویل می‌شود و ویل با او به دشمنی می‌پردازد.